# Талігу
Талігу (*д/н — 1309) — 12-й хан Чагатайського улусу в 1308—1309 роках.

## Життєпис
Про його походження існують суперечливі відомості: за одними він був сином Кадакчі і онуком Бурі-хана (нащадка Чагатая); за іншими — сином Кадана (найпевніше, саме Када'ана) сина великого кагана Угедея. Остання версія є більш правдоподібною з огляду на діяльність Талігу на троні. Замолоду прийняв іслам, прийнявши ім'я Хизр.
На момент смерті хана Дуви, правителя Чагатайського улусу, він мав приблизно 40—45 років. Після смерті хана Кончека захопив владу в улусі. З самого початку піддав гонінням нащадків Дуви та Хайду. Водночас намагався силою впроваджувати іслам. Усе це викликало невдоволення. Війська чагатаїдів на чолі з Кепек-ханом за підтримки Чапар-хана, сина Хайду виступили проти Талігу. Втім, останній доволі успішно став діяти проти бунтівників. Проте остаточно перемогти їх не зміг, тоді зібрав курултай для вирішання питання володарювання. Під час цього Кепек-хан з загоном напав на ставку Талігу, якого було вбито. Новим ханом став Кепек-хан.